# Jean III de Lorraine
Pour les autres membres des familles, voir Maison de Lorraine.
Pour les articles homonymes, voir Jean de Lorraine et Cardinal de Lorraine.
Jean III de Lorraine (né à Bar-le-Duc le 9 avril 1498 et mort semble-t-il à Nogent-sur-Vernisson, le 18 mai 1550) est un membre de la Maison de Lorraine, cardinal français et l'un des favoris les plus intimes du roi de France François Ier.
De 1536 à 1540, il devint, avec le connétable Anne de Montmorency (1493-1567) l'un des hommes les plus puissants du royaume, connu sous le nom de « cardinal de Lorraine ». En novembre 1549, il est candidat à l'élection du trône de Saint-Pierre, mais échoue de quatre voix face au futur Jules III.

## Biographie
Fils du duc René II, de Lorraine et de Bar et de Philippe de Gueldre, il est le frère cadet du duc Antoine de Lorraine et du duc de Guise Claude de Lorraine. Destiné à une carrière ecclésiastique, il fut nommé dès l'âge de 3 ans, coadjuteur de son oncle Henri de Lorraine (mort en 1505). Il grandit à la cour de France où il fut envoyé avec son frère Claude de Lorraine, futur duc de Guise.
À partir des années 1520 et jusqu'à la fin du règne, il fut le compagnon des plaisirs du roi de France François Ier, le suivant partout dans ses activités et ses loisirs les plus intimes. Il participe aux nombreux bals costumés de la cour comme on peut le voir dans les dessins de Primatice : 
- en satyre aux côtés du roi de Navarre, le dauphin, futur Henri II, de Charles II d'Orléans, duc d'Orléans, du connétable de Montmorency Anne de Montmorency (1492-1567), pour le bal des noces du duc de Nevers François Ier de Nevers et de mademoiselle de Vendôme à Paris en janvier 1539. (Faune, Sylvain et Pan, Bibliothèque nationale centrale de Florence)
- en belle livrée de couleur et coiffé d'un turban, à la « turquerie » de Blois le 16 mars 1541, aux côtés de François Ier, et Charles II d'Orléans. (Un Turc, à la Bibliothèque nationale centrale de Florence)
- en costume de La Discorde, dessiné pour lui en 1545. (Bibliothèque nationale centrale de Florence)
- en Sphinge polygnaste, comme François Ier, aux noces de mademoiselle d'Avrilly (Nationalmuseum, Stockholm).

Prince typique de la Renaissance et mélomane, il est dédicataire de nombreuses œuvres musicales.

## Carrière ecclésiastique
Il est fait cardinal en 1518, il a vingt ans, et fut nommé par la suite à de nombreux évêchés et archevêchés :
- À 6 ans, évêque de Metz de 1505 à 1543, puis de 1548 à 1550 ;
- À 19 ans, évêque de Toul[5] de 1517 à 1524 ;
- À 20 ans, évêque de Valence de 1521 à 1522 ;
- À 20 ans, évêque de Thérouanne de 1521 à 1535 ;
- À 22 ans, évêque de Verdun de 1523 à 1544 ;
- À 24 ans, évêque de Luçon[6] de 1523 à 1524 ;
- À 25 ans, archevêque de Narbonne de 1524 à 1550 ;
- À 33 ans, de nouveau évêque de Toul[5] de 1532 à 1537 puis finalement de 1542 à 1543
- À 34 ans, archevêque de Reims de 1533 à 1538 ;
- À 36 ans, évêque d'Albi (Jean IV) de 1535 à sa mort ;
- À 39 ans, archevêque de Lyon de 1537 à 1539 ;
- À 40 ans, évêque d'Agen (Jean VII) de 1538 à sa mort ;
- À 44 ans, une dernière fois évêque de Toul[5] de 1542 à 1543 ;
- À 44 ans, évêque de Nantes (Jean V) du 18 août 1542 à sa mort.

Il ne conserva pas la totalité de ses diocèses et en abandonna quelques-uns, l'archevêché de Reims à son neveu Charles de Lorraine (1524-1574), celui de Lyon à Hippolyte d'Este. Il fut également pourvu de plusieurs abbayes : Gorze, Varangéville, Aurillac, Saint-Ouen de Rouen, Blanche-Couronne, Lay-Saint-Christophe, Fécamp, Cluny, Saint-Jean-de-Laon, Saint-Germer, Saint-Médard-de-Soissons, Marmoutier, Saint-Mansuy-les-Toul. En 1520, il assiste à l'entrevue du camp du Drap d'Or. En 1549, il finance une expédition de l'explorateur André Thevet.
Son neveu Louis de Lorraine (1527-1578) lui succédera en tant qu'archevêque de Sens et évêque d'Albi.